# 慕情 (松山千春の曲)
「慕情」（ぼじょう）は、松山千春が2023年4月19日に日本コロムビアから発売した83枚目のシングル。

## 解説
「敢然・漠然・茫然」以来、1年半ぶりの新曲。キャッチコピーは「時を越えて辿り着く愛の形」。
当シングルの発表と同時に、「松山千春コンサート・ツアー2023春」の開催も発表された。

## 収録曲
| 全作詞・作曲: 松山千春、全編曲: 夏目一朗。 |                                    |          |            |      |
| #                                          | タイトル                           | 作詞     | 作曲・編曲 | 時間 |
| 1.                                         | 「慕情」                           | 松山千春 | 松山千春   | 4:43 |
| 2.                                         | 「自由主義」                       | 松山千春 | 松山千春   | 2:50 |
| 3.                                         | 「慕情」(オリジナル・カラオケ)     | 松山千春 | 松山千春   | 4:43 |
| 4.                                         | 「自由主義」(オリジナル・カラオケ) | 松山千春 | 松山千春   | 2:47 |
| 合計時間:                                  | 合計時間:                          | 15:03    |            |      |